# Tên lửa đẩy Energia
Energia (tiếng Nga: Энергия, đã Latinh hoá: Energiya, n.đ. 'Energy'; GRAU 11K25) là một tên lửa đẩy siêu nặng (Nó có khả năng mang tải trọng lên tới 100 tấn). Nó được thiết kế bởi NPO Energia, một viện thiết kế tên lửa đẩy của Liên Xô, để có thể mang nhiều tải trọng khác nhau, trong đó có tàu con thoi Buran. Hệ thống điều khiển của tên lửa đẩy được phát triển bởi Viện thiết kế Khartron NPO "Electropribor". Tên lửa đẩy Energia sử dụng chùm tên lửa đẩy phụ trợ, mỗi tên lửa đẩy phụ trợ này có một động cơ 4 buồng đốt RD-170 sử dụng chất đẩykerosene/LOX. Tên lửa trung tâm sử dụng bốn động cơ 1 buồng đốt RD-0120 (11D122) sử dụng chất đẩy Hydro lỏng/LOX.
Tên lửa đẩy có hai phiên bản tùy theo nhiệm vụ và tải trọng khác nhau: Energia-Polyus, là cấu hình tên lửa ban đầu để thử nghiệm, theo đó hệ thống Polyus sẽ được gắn vào mũi tên lửa, và Energia-Buran, có nhiệm vụ đưa tàu con thoi Buran lên vũ trụ.
Tên lửa đẩy có khả năng mang tải trọng 100 tấn lên quỹ đạo Trái đất tầm thấp, và tới 20 tấn tải trọng lên quỹ đạo địa tĩnh, hay tới 32 tấn lên quỹ đạo chuyển tiếp lên quỹ đạo Mặt trăng.
Tên lửa đẩy Energia chỉ thực hiện được 2 lần phóng lên quỹ đạo, trước khi chương trình bị dừng lại. Kể từ năm 2016, đã có nhiều nỗ lực hồi sinh tên lửa đẩy Energia.

## Lịch sử phát triển
Các công việc phát triển hệ thống Energia/Buran đã bắt đầu từ năm 1976 sau khi người ta hủy bỏ chương trình tên lửa đẩy N1 không thành công. Các cơ sở vật chất và cấu trúc tên lửa N1 đã tiếp tục được sử dụng để phát triển tên lửa đẩy Energia (nhất là tòa nhà lớn nơi người ta lắp ghép tên lửa), giống như cách mà người Mỹ đã sử dụng lại cấu trúc của tên lửa đẩy Saturn V trong chương trình tàu con thoi. Energia cũng thay thế cho khái niệm "Vulkan", trong đó thiết kế dựa trên tên lửa đẩy Proton và cũng sử dụng chất đẩy hypergolic tương tự, nhưng lớn hơn và mạnh hơn nhiều. "Vulkan" sau này được đặt cho các phiên bản tên lửa đẩy Energia sử dụng 8 tầng đẩy phụ, và nhiều tầng đẩy.

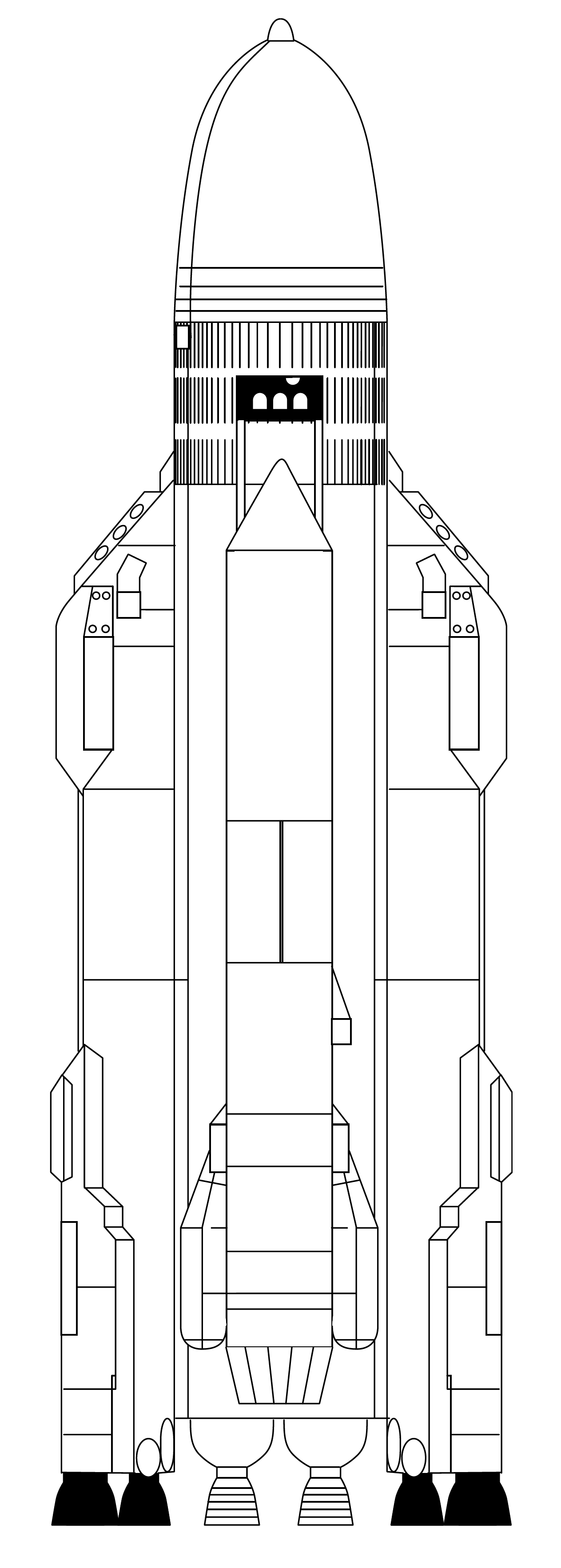
Vệ tinh Polyus được gắn trên tên lửa đẩy Energia.

Tên lửa đẩy Energia được thiết kế để phóng lên vũ trụ tàu con thoi Buran, và vì thế nó được thiết kế để có thể mang theo tải trọng được gắn bên cạnh của tên lửa, thay vì đặt tải trọng ở mũi tên lửa, như các vụ phóng vệ tinh thông thường. Thiết kế hệ thống tên lửa/tàu con thoi Energia-Buran cho phép tên lửa đẩy có thể được sử dụng mà không có tàu con thoi Buran, lúc này nó như một tên lửa đẩy mang hàng hóa hạng nặng; cấu hình này ban đầu được đặt tên là "Buran-T". Cấu hình này yêu cầu có thêm một tầng đẩy để đưa tải trọng vào quỹ đạo cuối cùng. Trong lần phóng đầu tiên, tên lửa đẩy Energia với cấu hình tên lửa đẩy hạng nặng, đã mang vệ tinh quân sự Polyus lên quỹ đạo, tuy nhiên, vệ tinh Polyus đã không được đưa chính xác vào quỹ đạo đã định.
Do chương trình Buran đã bị hủy bỏ, tên lửa Energia chỉ được phóng lên vũ trụ 2 lần, hơn nữa tải trọng vệ tinh Polyus đã không được đưa lên quỹ đạo thành công. Di sản của dự án Energia/Buran là họ động cơ tên lửa RD-170 và tên lửa đẩy Zenit, với tầng đẩy I gần giống với tầng I của tên lửa Energia.

## Lịch sử phóng
| Số thứ tự | Ngày phóng (UTC)              | Bệ phóng                                | Số Serial | Tải trọng | Quỹ đạo tách tải trọng    | Ghi chú |
| --------- | ----------------------------- | --------------------------------------- | --------- | --------- | ------------------------- | --- |
| 1         | 15 tháng 5 năm 1987 17:30:00  | Bệ phóng số 250 Sây bay vũ trụ Baikonur | 6SL       | Polyus    | -15 x 155 km x 64.61°     | Lỗi phần mềm dẫn đến động cơ tầng đẩy mang tải trọng vệ tinh kích hoạt không chính xác, dẫn đến vệ tinh rơi lại bầu khí quyển trước khi thực hiện 1 vòng quỹ đạo. |
| 2         | 15 tháng 11 năm 1988 03:00:01 | Bệ phóng 110/37 Sân bay vũ trụ Baikonur | 1L        | Buran     | -11.2 x 154.2 km x 51.64° | Chuyến bay đầu tiên và duy nhất của tàu con thoi Buran. Buran quay quanh Trái đất hai lần trước khi rời quỹ đạo và hạ cánh tại Baikonur lúc 06:24 UTC.            |

### Lần phóng đầu tiên (Energia–Polyus)
Energia lần đầu tiên được phóng thử nghiệm vào ngày 15 tháng 5 năm 1987, với tải trọng vệ tinh Polyus. Động cơ sử dụng cho module FGB ("functional cargo block") ban đầu được dự tính sử dụng trên module Mir (đã bị hủy bỏ) đã được sử dụng trên tầng đẩy mang vệ tinh để đưa vệ tinh vào đúng quỹ đạo, tương tự như cách mà động cơ của Buran và tàu con thoi hoạt động trong giai đoạn cuối của quá trình vào quỹ đạo, cấu hình tầng đẩy mang tải trọng "Buran-T" vẫn chỉ ở giai đoạn lập kế hoạch. Quỹ đạo dự kiến của vệ tinh Polyus có độ cao 280 km, góc nghiêng 64,6°.
Ban đầu, Liên Xô thông báo rằng vụ phóng là một cuộc thử nghiệm thành công, với việc thử nghiệm tầng đẩy phụ Energia mang theo trọng tải giả lên quỹ đạo phụ, nhưng một thời gian sau đó, người ta tiết lộ sự thật là chuyến bay nhằm đưa vệ tinh Polyus lên quỹ đạo. Lỗi phần mềm khiến cho động cơ kích hoạt không chính xác, vệ tinh Polyus rơi trở lại bầu khí quyển và rơi xuống Thái Bình Dương.

### Lần phóng thứ 2 (Energia–Buran)

Energia–Buran trên bệ phóng

Lần thứ hai tên lửa Energia được phóng lên vũ trụ diễn ra vào ngày 15/11/1988. Nhiệm vụ của tên lửa lần này là đưa tàu con thoi Buran không người lái lên quỹ đạo. Ở viễn điểm quỹ đạo, tàu Buran kích hoạt động cơ tăng tốc 66,7 m/s để đạt được quỹ đạo có cận điểm x viễn điểm là: 251 km × 263 km.

## Hủy bỏ và khôi phục
Việc sản xuất tên lửa Energia kết thúc với sự sụp đổ của Liên Xô và sự kết thúc của dự án tàu con thoi Buran. Kể từ đó, đã có những tin đồn dai dẳng về việc đổi mới sản xuất, nhưng với thực tế chính trị, điều đó rất khó xảy ra. Trong khi Energia không còn được sản xuất, tên lửa đẩy Zenit vẫn được sử dụng cho đến năm 2017. Tên lửa đẩy Zenit sử dụng cụm 4 tên lửa đẩy phụ trợ, đốt nhiên liệu kerosene và oxy lỏng với cùng một loại động cơ RD-170 từ tên lửa đẩy Energia. Dẫn xuất của nó, RD-171, được sử dụng trên tên lửa Zenit. Dẫn xuất với kích thước bằng 1/2, động cơ RD-180, được sử dụng trên tên lửa đẩy Atlas V của Lockheed Martin, trong khi động cơ RD-191, được sử dụng trên tên lửa Naro-1 của Hàn Quốc (thực chất là động cơ RD-151-một phiên bản xuất khẩu đã giảm bớt lực đẩy) và dòng tên lửa Angara của Nga. Động cơ RD-181, dựa trên động cơ RD-191, được sử dụng trên tên lửa đẩy Antares.
Vào tháng 8 năm 2016, Nga lên kế hoạch chế tạo tên lửa đẩy siêu nặng dựa trên các thành phần của tên lửa Energia, thay vì tiếp tục phát triển dự án tên lửa đẩy Angara A5V có tải trọng mang thấp hơn. Điều này giúp cho sứ mệnh thành lập căn cữ vĩnh viễn trên mặt trăng của Nga có thể thành hiện thực, một cách đơn giản hơn, thay vì phải phóng 4 tên lửa Angara A5V với tải trọng 40 tấn, chỉ cần phóng một tên lửa siêu nặng có thể mang tải trọng 80-160 tấn.

## Các biến thể

### Energia M
Energia M là cấu hình tên lửa được thiết kế vào đầu thập kỷ 90, là thiết kế nhỏ nhất trong ba mẫu thiết kế. Tên lửa chỉ sử dụng 2 thay vì 4 tên lửa đẩy phụ Zenit, và thay vì 4 động cơ RD-0120 ở tên lửa trung tâm, cấu hình này chỉ sử dụng 1 động cơ. Tên lửa này được thiết kế để sẽ thay thế cho tên lửa Proton, nhưng đã thất bại trong cuộc cạnh tranh với tên lửa đẩy Angara vào năm 1993.
Mẫu tên lửa Energia M dùng để thử nghiệm cấu trúc vẫn còn tồn tại tới ngày nay, tại tòa nhà lắp ghép tên lửa bỏ hoang ở sân bay vũ trụ Baikonur.

### Energia II (Uragan)
Energia II, còn gọi là Uragan (tiếng Nga: Ураган, Hurricane), là mẫu tên lửa được thiết kế cuối thập kỷ 80, với khả năng tái sử dụng toàn bộ tên lửa, nhờ việc có khả năng hạ cánh theo phương thẳng đứng xuống sân bay. Không giống như Energia-Buran, chỉ sử dụng lại được một vài thành phần (giống như chương trình tên lửa đẩy tàu con thoi của Mỹ), cấu hình tên lửa Uragan cho phép có thể thu hồi toàn bộ tên lửa cùng với tàu con thoi Buran, giống như cấu hình Orbiter/Booster của Mỹ. Phần trung tâm của Energia II có khả năng hồi quyển và hạ cánh như một tàu lượn.

### Vulkan–Hercules
Ý tưởng này chưa bao giờ được chế tạo, và cũng là cấu hình tên lửa lớn nhất. Nó sử dụng 8 tên lửa đẩy phụ Zenit và tên lửa đẩy trung tâm Energia-M được sử dụng như tầng đẩy mang tải trọng, cấu hình này có khả năng mang 175 tấn tải trọng lên quỹ đạo.
Việc phát triển tên lửa mang "Vulcan" và sửa đổi bệ phóng "Energia" để phóng loại tên lửa mới này được tiến hành trong giai đoạn 1990–1993. Nhưng sau đó nguồn vốn phát triển chương trình bị cắt giảm và sự sụp đổ của Liên Xô đã khiến chương trình bị dừng lại.

## Link ngoài
- Encyclopedia Astronautica: Energia
- Detailed site about Energia
- Official energia.ru page Lưu trữ ngày 3 tháng 3 năm 2016 tại Wayback Machine
- K26 Energia page Lưu trữ ngày 21 tháng 3 năm 2008 tại Wayback Machine
- (bằng tiếng Nga) A page about Energia rocket on a site about Buran spacecraft - English translation
- Energia - last Moon project. (rus) english translation| - x - t - s Tên lửa đẩy của Liên Xô, và Nga | - x - t - s Tên lửa đẩy của Liên Xô, và Nga                                                                                                                                                                                                                                                                           |
| ------------------------------------------- | --- |
| Active                                      | - Angara (dòng tên lửa) - A5 - Soyuz-2 - 2.1a - 2.1b - 2-1v - UR - Proton-M - Zenit - 3SL - 3SLB - 3F |
| Đang phát triển                             | - Amur - Angara 1.2 - Cyclone-4M - Irtysh - Soyuz-7 - Yenisei |
| Đã loại biên                                | - Dnepr - Tên lửa đẩy Energia - Kosmos - 1 - 2I - 3 - 3M - N1 - R-7 - Luna - Molniya - M - L - Polyot - Soyuz - original - L - M - U - U2 - FG - Soyuz/Vostok - Sputnik - Voskhod - Vostok - L - K - 2 - 2M - R-29 - Shtil' - Volna - Start-1 - Tsyklon - 1 - 2 - 3 - UR - UR-500 - Proton-K - Rokot - Strela - Zenit |
| Đã hủy bỏ                                   | - Tsyklon-4 - Proton |